# Parti communiste du Pays valencien
Le Parti communiste du Pays valencien (nom officiel en catalan : Partit Comunista del País Valencià ; en sigle PCPV ou  PCE-PCPV) est la section régionale du Parti communiste d'Espagne dans la Communauté valencienne, officiellement constituée sous ce nom à partir de décembre 1976, au début de la transition démocratique espagnole.

## Histoire
Aux élections générales espagnoles de 1979, le parti récolte 245 964 voix et obtient trois sièges au Congrès des députés — Pilar Brabo pour la circonscription d'Alicante, Antonio Palomares et Emèrit Bono à Valence —,. À l'issue des élections municipales tenues la même année, le PCPV contrôle environ 10 % des ayuntamientos de la région.
Au tournant des années 1980, d'importantes tensions apparaissent au sein du parti entre un secteur plus valencianiste (notamment incarnée par Bono et le secrétaire général Ernest Garcia) et un autre plus espagnoliste, dont la principale figure est Palomares, plus « orthodoxe » dans ses rapports avec le PCE. En particulier, le premier secteur s'oppose à la volonté manifestée par le second de rechercher le consensus avec UCD, notamment sur les questions identitaires et symbologiques, ce qui implique de revoir à la baisse différentes revendications historiques du valencianisme. Cette bataille interne du PCPV finit par aboutir à la démission d'Ernest Garcia de son poste de secrétaire général en septembre 1980 et une victoire du secteur palomariste. Au cours des semaines et mois suivants, un grand nombre de militants du secteur valencianiste quittent le parti ou sont exclus, de  Doro Balaguer, Salvador Forner, Francesc Codonyer à Gustau Muñoz. Pour sa part, Bono quittera le parti pour rejoindre le PSPV-PSOE en 1987.
Palomares est le représentant du parti dans la commission de cinq membres — issus de trois partis : PSPV-PSOE, UCD-Valence et PCPV — rédigeant le statut de Benicàssim, qui servira de base au statut d'autonomie de la Communauté valencienne de 1982,,.
À partir de 1986, le PCPV se présente au sein de la coalition électorale Esquerra Unida del País Valencià.
Depuis octobre 2013 son secrétaire général est Javier Parra. À ce moment, il revendique 743 militants.